# Conservadores e Reformistas (Itália)
Os Conservadores e Reformistas (em italiano: Conservatori e Riformisti, CoR) são um partido político de Itália, fundado em 2015. 
O partido foi fundado por membros da ala conservadora e liberal da Força Itália que eram liderados por Raffaele Fitto.
Raffaele Fitto, Daniele Capezzone e outros dirigentes da Força Itália começaram-se deste partido quando, durante a campanha para as eleições no Reino Unido em 2015, lançaram um documento de apoio a David Cameron e às políticas seguidas por este. Após isto, a ala de Fitto separa-se, criando o partido político Conservadores e Reformistas, inspirando-se na ideologia liberal e conservadora de David Cameron. O partido tem, em 22 de agosto de 2015, 9 deputados no Parlamento Italiano, 10 senadores e 2 eurodeputados (Raffaele Fitto e Remo Sernagiotto). O partido estabeleceu-se completamente a 16 de Julho de 2015 com a apresentação do logo.